# W starej Kalifornii
W starej Kalifornii (ang. In Old California) – amerykański western z 1942 roku z Johnem Wayne'em w roli głównej.
Film opowiada historię bostońskiego farmaceuty, który walczy o oczyszczenie swojego dobrego imienia.